# Chlorophytum petrophilum
Chlorophytum petrophilum är en sparrisväxtart som beskrevs av Kurt Krause. Chlorophytum petrophilum ingår i släktet ampelliljor, och familjen sparrisväxter. Inga underarter finns listade i Catalogue of Life.